# Димитър Светлин
Вижте пояснителната страница за други личности с името Димитър Стоянов.
Димитър Нинов Стоянов (07.11.1925, Ботево – 30.12.1998), с псевдоним Димитър Светлин, е български писател и поет, автор на поезия и стихотворения за деца.

## Биография
Роден е на 7 ноември 1925 г. в село Ботево, област Враца.
Завършва гимназиалното си образование във Враца. Продължава образованието си в Софийския университет „Климент Охридски“ по специалност Руска филология.
Умира на 30 декември 1998 г.

## Кариера
Димитър Стоянов започва като редактор в литературния и детския отдел на Радио София. От 1964 година е редактор в списание „Славейче“.

## Творчество
Книги с поезия
- „Неудържими времена“ (1960)
- „Летящото момче“ (1966)
- ”Сега и винаги” (1966
- ”Дихание“ (1976)